# Mother Earth (britische Band)
Mother Earth war eine englische Rockband, die Anfang der 1990er Jahre mehrere Alben bei dem von Eddie Piller gegründeten Label „Acid Jazz“ veröffentlichte. Mother Earth spielte einige Titel ein, die sich als Jazzrock in der Nähe des Acid Jazz verorten lassen. Die meisten Titel sind jedoch dem Genre Rock zuzuordnen. 

## Diskografie
Alben
- Stoned Woman, 1992
- The People Tree, 1993
- You Have Been Watching, 1995
- The Desired Effect (Live), 1996
- The Further Adventures Of Mother Earth, 2004

EPs
- Grow Your Own, 1993